# Wirtembergisches Repertorium der Litteratur
Das Wirtembergische Repertorium der Litteratur. Eine Vierteljahr-Schrift war eine deutschsprachige Literaturzeitschrift, die von Friedrich Schiller und Johann Wilhelm Petersen herausgegeben wurde. Sie erschien in drei Stücken von 1782 bis 1783 und wurde bei Eckebrecht in Heilbronn und bei Stettin in Ulm gedruckt.